# ディエゴ・ブランダオン
ディエゴ・ブランダオン（Diego Brandão、1987年5月27日 - ）は、ブラジルの男性総合格闘家。セアラー州フォルタレザ出身。ジャクソンズMMA所属。TUF 14フェザー級優勝。

## 来歴
父親が死去した14歳のときにブラジリアン柔術を始めた。2005年、家族の生活費を稼ぐために16歳でプロ総合格闘技デビュー。

### The Ultimate Fighter
2011年、リアリティ番組「The Ultimate Fighter」のシーズン14に参加。マイケル・ビスピン率いるチーム・ビスピンに所属。フェザー級トーナメント1回戦でスティーブン・サイラーと対戦し、KO勝ち。準決勝でブライアン・キャラウェイと対戦し、KO勝ちを収め決勝進出を果たした。
2011年12月3日、The Ultimate Fighter 14 Finaleのフェザー級トーナメント決勝でデニス・バミューデスと対戦し、腕ひしぎ十字固めで一本勝ちを収め優勝を果たした。ファイト・オブ・ザ・ナイトとサブミッション・オブ・ザ・ナイトを同時受賞した。

### UFC
2012年5月26日、UFC本戦初出場となったUFC 146でダレン・エルキンスと対戦し、0-3の判定負けを喫した。
2013年12月28日、UFC 168でフェザー級ランキング6位のダスティン・ポイエーと対戦し、パウンドでKO負け。この試合はブランダオンの体重超過により68.7kg契約で行なわれた。
2014年7月19日、UFC Fight Night: McGregor vs. Brandaoでフェザー級ランキング12位のコナー・マクレガーと対戦し、パウンドでTKO負け。
2015年9月27日、UFC Fight Night: Barnett vs. Nelsonで菊野克紀と対戦し、パンチでダウンを奪い、パウンドで1R TKO勝ち。パフォーマンス・オブ・ザ・ナイトを受賞した。
2016年1月2日、UFC 195でブライアン・オルテガと対戦し、三角絞めで一本負け。試合後の競技内薬物検査でマリファナの代謝物であるカルボキシ-THCの陽性反応が検出されたため、米国アンチドーピング機関（USADA）から9か月間の出場停止処分を受けた。
2016年4月28日、ストリップクラブの店員を銃で殴り逮捕された。

### RIZIN
2018年、Fight Night Globalで3試合を行った後、RIZINと契約。
2018年7月29日、RIZIN初出場となったRIZIN.11でDEEPライト級王者の北岡悟と対戦し、パウンドで1R KO勝ち。
2018年9月30日、RIZIN.13でダロン・クルックシャンクと対戦し、飛び膝蹴りでダウンを奪われ、パウンドで2R KO負けを喫した。

## 戦績

### 総合格闘技
| 総合格闘技 戦績 | 総合格闘技 戦績 | 総合格闘技 戦績 | 総合格闘技 戦績 | 総合格闘技 戦績 | 総合格闘技 戦績 | 総合格闘技 戦績 |
| --------------- | --------------- | --------------- | --------------- | --------------- | --------------- | --------------- |
| 50 試合         | (T)KO           | 一本            | 判定            | その他          | 引き分け        | 無効試合        |
| 28 勝           | 16              | 6               | 6               | 0               | 0               | 0               |
| 22 敗           | 12              | 2               | 7               | 1               | 0               | 0               |

| 勝敗 | 対戦相手                     | 試合結果                                | 大会名                                                         | 開催年月日     |
| ×    | カルシャガ・ダウトベック     | 1R 0:36 KO（パンチ）                    | Alash Pride 89                                                 | 2023年9月9日   |
| ×    | マラット・バラエフ           | 5分3R終了 判定1-2                       | ACA 103: Yagshimuradov vs. Butorin                             | 2019年12月14日 |
| ○    | ジハード・ユヌソフ           | 5分3R終了 判定2-1                       | ACA 100: Zhamaldaev vs. Froes 2                                | 2019年10月4日  |
| ×    | マルチン・ヘルド             | 5分3R終了 判定0-3                       | ACA 96: Goncharov vs. Johnson                                  | 2019年6月8日   |
| ○    | ヴェネル・ガリエフ           | 1R 0:50 TKO（レフェリーストップ：負傷） | RCC5                                                           | 2018年12月15日 |
| ×    | ダロン・クルックシャンク     | 2R 0:17 TKO（飛び膝蹴り→パウンド）      | RIZIN.13                                                       | 2018年9月30日  |
| ○    | 北岡悟                       | 1R 1:30 KO（パウンド）                  | RIZIN.11                                                       | 2018年7月29日  |
| ×    | アフメド・アリエフ           | 2R 3:44 TKO（棄権）                     | Fight Nights Global 73                                         | 2017年9月4日   |
| ○    | ヴェネル・ガリエフ           | 1R 0:39 KO（右フック→パウンド）         | Fight Nights Global 67                                         | 2017年5月25日  |
| ○    | ムラッド・マカエフ           | 2R 0:58 KO ヘリコプターアームバー       | Fight Nights Global 58                                         | 2017年1月28日  |
| ×    | ブライアン・オルテガ         | 3R 1:37 三角絞め                        | UFC 195: Lawler vs. Condit                                     | 2016年1月2日   |
| ○    | 菊野克紀                     | 1R 0:28 TKO（パウンド）                 | UFC Fight Night: Barnett vs. Nelson                            | 2015年9月27日  |
| ○    | ジミー・ヘッテス             | 1R終了時 TKO（ドクターストップ）        | UFC on FOX 15: Machida vs. Rockhold                            | 2015年4月18日  |
| ×    | コナー・マクレガー           | 1R 4:05 TKO（左ストレート→パウンド）    | UFC Fight Night: McGregor vs. Brandao                          | 2014年7月19日  |
| ×    | ダスティン・ポイエー         | 1R 4:54 KO（パウンド）                  | UFC 168: Weidman vs. Silva 2                                   | 2013年12月28日 |
| ○    | ダニエル・ピネダ             | 5分3R終了 判定3-0                       | UFC Fight Night: Shogun vs. Sonnen                             | 2013年8月17日  |
| ○    | パブロ・ガーザ               | 1R 3:27 肩固め                          | UFC on Fuel TV 9: Mousasi vs. Latifi                           | 2013年4月6日   |
| ○    | ジョーイ・ガンビーノ         | 5分3R終了 判定3-0                       | UFC 153: Silva vs. Bonnar                                      | 2012年10月13日 |
| ×    | ダレン・エルキンス           | 5分3R終了 判定0-3                       | UFC 146: dos Santos vs. Mir                                    | 2012年5月26日  |
| ○    | デニス・バミューデス         | 1R 4:51 腕ひしぎ十字固め                | The Ultimate Fighter 14 Finale 【フェザー級トーナメント 決勝】 | 2011年12月3日  |
| ○    | ニック・ブッシュマン         | 1R 2:14 KO（跳び膝蹴り→パンチ）         | ECSC: Friday Night Fights 2                                    | 2011年2月11日  |
| ○    | リチャード・ビラ             | 2R 3:31 リアネイキドチョーク            | Jackson's MMA Series 3                                         | 2010年12月18日 |
| ○    | マイケル・カスティール       | 1R 0:30 KO（パンチ）                    | ECSC: Evolution 1                                              | 2010年10月30日 |
| ×    | Ururahy Rodrigues            | 5分3R終了 判定0-3                       | UWC 8: Judgment Day                                            | 2010年5月22日  |
| ○    | デリック・カンポス           | 5分3R終了 判定2-1                       | KOK 8: The Uprising                                            | 2010年2月27日  |
| ×    | ゲルト・コチャニ             | 2R 3:30 TKO（パンチ）                   | RIE 2: Battle at the Burg 2                                    | 2010年1月30日  |
| ×    | ラン・ウェザーズ             | 1R 2:56 KO（パンチ）                    | SWC 7: Discountenance                                          | 2009年6月20日  |
| ○    | フェルナンド・ヴィエイラ     | 2R 3:31 TKO（パンチ）                   | Mr. Cage 2                                                     | 2009年3月27日  |
| ○    | ジェームス・キング           | 1R 1:53 リアネイキドチョーク            | KOK 5: Season's Beatings                                       | 2008年11月22日 |
| ×    | マット・ヴィーチ             | 2R 1:28 TKO（負傷）                     | Pro Battle MMA: Immediate Impact                               | 2008年10月4日  |
| ○    | ブライアン・フォスター       | 1R 1:34 KO（パンチ）                    | TAP Entertainment: Fight Night                                 | 2008年6月27日  |
| ○    | オルレアン・スミス           | 1R 3:18 TKO（パンチ）                   | Amazon Tribal Kombat 1                                         | 2008年3月29日  |
| ×    | ジョルジ・クレイ             | 5分3R終了 判定0-3                       | Amazon Challenge 2                                             | 2008年3月1日   |
| ○    | ファビアーノ・シウバ         | 5分3R終了 判定2-1                       | Amazon Challenge                                               | 2007年9月29日  |
| ○    | ジュアレス・アルレス         | 1R 1:27 KO（パンチ）                    | Amazon Challenge                                               | 2007年9月29日  |
| ○    | アリウソン・パイシャオン     | 1R 2:11 TKO（パンチ）                   | Cassino Fight 4                                                | 2007年9月15日  |
| ×    | ホニス・トーヘス             | 2R TKO                                  | Cassino Fight 3                                                | 2007年4月21日  |
| ×    | ダニエウ・トリンダージ       | 3R 2:25 リアネイキドチョーク            | Roraima Combat 3                                               | 2007年4月1日   |
| ○    | ジョルジ・ドルトン           | 1R TKO（パンチ）                        | Manaus Moderna Fight                                           | 2007年3月28日  |
| ○    | エリフランク・カリオラノ     | 1R 3:41 TKO（パンチ）                   | Cassino Fight                                                  | 2006年12月16日 |
| ○    | ミシェウ・アダリオ・バストス | 3R 3:20 ギブアップ                      | Mega Combat Vale Tudo                                          | 2005年10月1日  |

### 総合格闘技エキシビション
| 勝敗 | 対戦相手                 | 試合結果                | 大会名                                             | 開催年月日    |
| ○    | ブライアン・キャラウェイ | 1R 4:15 TKO（パウンド） | The Ultimate Fighter: Team Bisping vs. Team Miller | 2011年7月13日 |
| ○    | スティーブン・サイラー   | 1R 0:31 KO（パウンド）  | The Ultimate Fighter: Team Bisping vs. Team Miller | 2011年7月6日  |
| ○    | ジェシー・ニューウェル   | 1R 0:46 KO（パウンド）  | The Ultimate Fighter: Team Bisping vs. Team Miller | 2011年6月7日  |

## 獲得タイトル
- The Ultimate Fighter 14 フェザー級トーナメント 優勝（2011年）

## 表彰
- UFC ファイト・オブ・ザ・ナイト（1回）
- UFC サブミッション・オブ・ザ・ナイト（1回）
- UFC パフォーマンス・オブ・ザ・ナイト（1回）